# Parablastothrix metatibialis
Parablastothrix metatibialis är en stekelart som beskrevs av Erdös 1955. Parablastothrix metatibialis ingår i släktet Parablastothrix, och familjen sköldlussteklar. Arten är reproducerande i Sverige.